# Vojna (artisti)

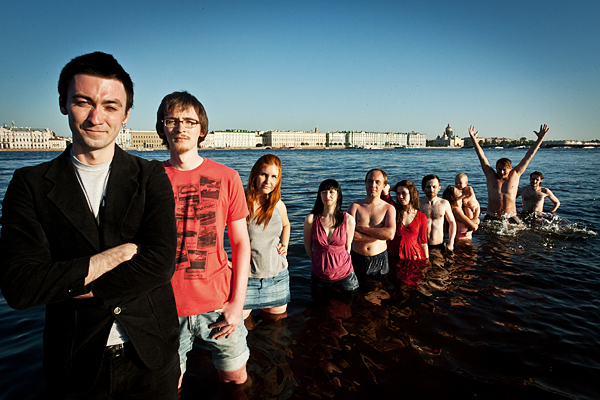
Alcuni attivisti dei Voina (2010)

I Vojna (in russo Война?) sono un gruppo di artisti di strada russi noto per le sue opere di performance art provocatorie e colme di allusioni politiche e sociali. Il gruppo ha contato più di sessanta membri, tra cui ex ed attuali studenti della Scuola di fotografia Rodčenko di Mosca, dell'Università statale di Mosca e dell'Università di Tartu. Il gruppo non collabora con istituzioni statali o private e non è supportato da alcun curatore o gallerista russo. Le attività dei Vojna hanno spaziato dalle manifestazioni, agli scherzi simbolici nei luoghi pubblici, agli happening, sfociando a volte nel vandalismo e alla distruzione di proprietà pubbliche. Sono stati avviati una dozzina di casi penali contro il gruppo. Il 7 aprile 2011 il gruppo ha ricevuto il premio "Innovazione" nella categoria "Opera di arte visiva", istituita dal Ministero della Cultura russo.

## Storia

### Origini
Oleg Vorotnikov, laureato in filosofia all'Università Statale di Mosca, è generalmente considerato il fondatore del collettivo Vojna, al punto che l'attivista Anton Kotenev giunse ad affermare che i "Vojna sono Vorotnikov". Nel 2005, Vorotnikov e Natalia Sokol, allora studente di fisica l'Università di Mosca, crearono il gruppo artistico Sokoleg, incentrato principalmente su fotografie su larga scala. Nella primavera del 2006, fecero la conoscenza di Anton Nikolaev, leader del gruppo artistico Bombily, con cui iniziarono a collaborare (bombila è un termine dello slang russo che si riferisce a un tassista senza licenza, solitamente di origine caucasica, che guida un'auto in pessimo stato). Il gruppo così composto era inizialmente stanziato nello studio dell'artista performativo Oleg Kulik. All'inizio del 2007, i membri del progetto più radicali e attenti alla politica crearono i Vojna, guidati da Vorotnikov, noto anche come Vor ("ladro" in lingua russa), e sua moglie Natalia Sokol, conosciuta anche come Kozol, Koza o Kozlënok (traducibile in "piccola capra"). I Vojna hanno da sempre basato la loro arte su concetti di sinistra radicale perché, secondo le parole del gruppo, "lo spettro della sinistra è spesso assente nell'arte russa".
Altri membri chiave del gruppo sono Leonid Nikolaev (soprannominato Lënja Jobnutij, ovvero "Leo il matto" o "Leo il babbeo") e Aleksej Plutser-Sarno (plut è traducibile in "imbroglione"), autore principale dell'arte mediatica e dei testi del gruppo.
Il collettivo non aveva reddito e rigettava filosoficamente occupazioni salariate e l'uso di denaro. I suoi membri vivevano seguendo un'etica di fai-da-te recuperando materiali e rifiuti non usati ed "elevando cibi e bevande dei supermercati a forme d'arte".
Pëtr Verzilov e sua moglie Nadežda Tolokonnikova erano membri dei Vojna sin dalle sue prime fasi e vivevano originariamente con il gruppo occupando abusivamente un garage per automobili. Tuttavia, si separarono dal gruppo originale in circostanze acrimoniose verso la fine del 2009, formando un loro gruppo. Tolokonnikova venne poi incarcerata, assieme ad altri membri delle Pussy Riot, con l'accusa di teppismo per aver recitato una "preghiera punk" giudicata blasfema e provocatoria nella Cattedrale di Cristo Salvatore di Mosca.
Alla fine del febbraio 2011, gli attivisti Oleg Vorotnikov e Leonid Nikolaev vennero rilasciati su cauzione dopo quattro mesi di custodia della polizia a Mosca in connessione a una protesta anti-corruzione. Furono condannati fino a sette anni di reclusione. In risposta alla detenzione, il graffitista Banksy aiutò il gruppo raccogliendo fondi per il collettivo. I Vojna vennero anche definiti il "Sinodo del popolo" da gruppi di destra.

### Primi anni di attività
Il 1 ° maggio 2007, i Vojna organizzarono, assieme al gruppo artistico Bombily, una celebrazione della Festa dei lavoratori, lanciando gatti vivi sui banchi del ristorante McDonald's a Serpuchovskaja, Mosca. Secondo le loro intenzioni, essi volevano "farla finita con l'ingrata routine dei lavoratori". L'azione venne testimoniata da due poliziotti in borghese, che arrestarono Pyotr Verzilov tenendo due gatti come prova. Le accuse contro Verzilov vennero infine abbandonate.
Il 24 agosto 2007, i Vojna simularono una veglia funebre in onore del poeta assurdista Dmitrij Prigov in cui imbandirono un tavolo con cibo e vodka in una macchina della metropolitana di Mosca. Gli artisti avrebbero voluto la diretta partecipazione dello stesso Prigov, ma questi morì prima che essi fossero in grado di coinvolgerlo nel loro happening. In seguito, fecero un'iniziativa simile nella metropolitana di Kiev.
Il gruppo di artisti ebbe il suo primo momento di visibilità internazionale con la loro Scopare per l'erede dell'Orsacchiotto!, rappresentata il 29 febbraio 2008, il giorno prima dell'elezione del presidente russo Dmitrij Medvedev. In questo happening, cinque coppie dei Vojna, fra i quali erano presenti Vera Kondakova e Aleksandr Karpenko, fecero sesso pubblicamente nel Museo di Biologia di Stato di Timiryazev a Mosca. Sebbene non vi siano state ripercussioni legali immediate, diversi partecipanti subirono azioni disciplinari da parte del dipartimento di filosofia dell'Università di Mosca. Aleksej Plutser-Sarno, un linguista e autore di un dizionario di mat russo partecipò a questo progetto in misura minore e lo descrisse in modo eccentrico in un blog. Sebbene avesse criticato l'azione per la sua mancanza di originalità (azioni simili vennero infatti precedentemente messe in scena da altri gruppi artistici russi), Plutser-Sarno venne presto accettato come membro a pieno titolo dei Vojna, diventando il loro principale "ufficiale mediatico" che avrebbe documentato le attività del gruppo sul suo blog.
Il 6 maggio 2008, gli attivisti dei Vojna entrarono in una piccola stazione di polizia a Bol'ševo, vicino a Mosca. Appesero un ritratto di Dmitrij Medvedev sulle sbarre della prigione, e un poster con frasi come "Uccidi gli immigrati" e "Abbandonate ogni speranza tutti voi che entrate qui". Formarono anche una piramide umana e recitarono poesie di Prigov.
Il 3 luglio 2008, Oleg Vorotnikov indossò la veste di un prete ortodosso russo e il cappello di un ufficiale di polizia, entrò in un supermercato e dopo aver riempito un carrello della spesa di alimenti, se ne andò senza pagare. Questo gesto, secondo il collettivo, doveva fungere come riflessione sull'"invulnerabilità" delle autorità religiose e poliziesche.
Per protestare contro i commenti giudicati omofobi e razzisti del sindaco di Mosca Jurij Lužkov, i Vojna inscenarono, Il 7 settembre 2008, una finta impiccagione di due uomini omosessuali e tre lavoratori ospiti dell'Asia centrale in un grande magazzino di Mosca. Il titolo dell'opera, La commemorazione decabrista, fa riferimento alla rivolta dei decabristi avvenuta nel 1825 contro l'imperatore Nicola I di Russia. Alcuni membri del gruppo recavano un cartello in cui era scritto "A nessuno frega un cazzo di Pestel'", un riferimento al leader decabrista Pavel Pestel'. Più tardi, nel 2012, Putin usò questa azione nella sua risposta alle critiche di Angela Merkel sul caso delle Pussy Riot. Accusò i Vojna di "antisemitismo" e dichiarò che "dicono che dobbiamo liberarci di queste persone a Mosca". Scrivendo sul sito web dell'Echo di Mosca, l'attivista gay Oleg Vasil'ev si identificò come l'uomo ebreo rappresentato nell'happening. Rifiutò categoricamente la versione di Putin, affermando che "praticamente tutto ciò che ha detto non è vero". Dichiarò inoltre che gli ebrei non furono nemmeno menzionati durante l'azione stessa, ma soltanto in uno stato del blog di Plutser-Sarno, dal momento che questi era ebreo.
Nella notte tra il 6 e il 7 novembre 2008, i Vojna ottennero l'accesso a una stanza nell'attico dell'Hotel Ucraina, di fronte all'edificio della Casa Bianca russa, sede del governo della Federazione Russa. Usando il sotterfugio, portarono con loro un enorme proiettore laser nell'hotel. Sebbene fossero rimasti intrappolati con il proiettore in un ascensore, sfondarono il soffitto e disattivarono il meccanismo della porta. L'attrezzatura venne utilizzata per proiettare un Jolly Roger alto 12 piani sulla facciata dell'edificio della Casa Bianca. Nel frattempo, altri attivisti hanno inscenato un "assalto" all'edificio, scalando i cancelli di ferro di 8 metri di fronte all'edificio governativo.
Il 28 dicembre 2008, i membri del controverso gruppo di artisti saldarono le porte d'ingresso del ristorante Opričnik utilizzando una torcia in acetilene e lastre di metallo. Sulla scena venne lasciato un messaggio: "Per la sicurezza dei nostri cittadini, le porte dell'élite club Oprichnik sono state rinforzate".
Nel maggio 2009, i membri dei Vojna interruppero un'udienza in tribunale per il direttore del Museo Andrej Sacharov e del Centro Pubblico, che si svolgeva a Mosca. Asserirono di essere una band punk chiamata Dick in the Ass ed eseguirono il brano All Cops are Bаstards usando vari strumenti e un piccolo amplificatore che avevano introdotto di nascosto nel tribunale. La performance venne tuttavia interrotta e i membri dei Vojna furono scacciati dalle forze di sicurezza.

### Divisione
I Vojna si scissero in due gruppi distinti in seguito a un happening avvenuto nel novembre del 2009. Tolokonnikova e Verzilov si erano infatti recati a Kiev, in Ucraina, per assistere a un'esibizione dell'artista-attivista ucraino Oleksandr Volodars'kyj, anch'egli membro dei Vojna. Volodars'kyj e la sua ragazza vennero arrestati per essersi spogliati e aver simulato un rapporto sessuale in pubblico alla Verchovna Rada, l'edificio del parlamento ucraino. Volodars'kyj scontò sei settimane di detenzione di polizia e una condanna a sei mesi in una colonia penale. Secondo altri membri, i Vojna si sarebbero divisi in due fazioni a causa di Tolokonnikova e Verzilov che avrebbero messo l'informatore della polizia contro Volodars'kyj per poi rubare a quest'ultimo i suoi oggetti personali, fra cui il suo computer portatile, e denaro mentre era in detenzione. Diversi anni dopo, Volodarsky asserì che l'esibizione sessuale a Kiev è stata un'operazione fallita, piuttosto che un tradimento, e venne descritta come "un chip di contrattazione di un conflitto tra fazioni". Tuttavia, il gruppo Vojna originale sostiene anche che Verzilov avesse in seguito rubato a loro dischi rigidi, fotografie e altri materiali, allo scopo di auto-promozione.
Nel dicembre 2009, Tolokonnikova e Verzilov furono espulsi e trasferiti altrove e fondarono un gruppo separato. Il conflitto in seguito ha portato a polemiche su quale fazione avrebbe dovuto detenere il merito di varie opere d'arte create sotto il nome di "Vojna".
Verzilov continuò a usare il nome "Vojna" nonostante le obiezioni di Vorotnikov e di altri membri del collettivo. Il suo gruppo viene a volte definito "la fazione di Mosca" di Vojna, tuttavia Vorotnikov rifiuta questa terminologia e continua a sostenere che Verzilov sia in realtà un provocatore della polizia. In quanto co-fondatore dei Vojna, Verzilov sostiene di avere il diritto di continuare a usare il nome. Respinge le accuse di essere stato un informatore della polizia, ma non offre ulteriori spiegazioni.

### Attività dei membri originali dal 2009
Durante la notte del 14 giugno 2010, i Vojna dipinsero un gigantesco fallo lungo 65 m sulla superficie del Ponte della Fonderia che conduce al Bol'šoj dom, sede dei Servizi federali per la sicurezza a San Pietroburgo. Due settimane prima, il gruppo aveva studiato gli schemi del traffico sul ponte e praticato azioni coordinate in un parcheggio, perché avrebbero avuto solo 30 secondi per completare il dipinto prima che il ponte levatoio si sollevasse.
Il 20 luglio 2010, i Vojna misero in scena una delle loro azioni più famose nel supermercato Nachodka a San Pietroburgo. Un'attivista dei Vojna soprannominata "Fica vuota con tette inconcepibilmente enormi" prese un pollo dalla sezione refrigerata del supermercato e se lo infilò nella sua stessa vagina. La scena venne intanto filmata da altri membri dei Vojna. Sempre trattenendo il pollo inserito nella sua cavità, la donna abbandonò il supermercato senza pagare il pollo, e raggiunse altri attivisti che la aspettavano fuori dal negozio. Questa performance è stata a volte attribuita erroneamente alle Pussy Riot.
Il 20 settembre 2010, i membri dei Vojna ribaltarono una macchina della polizia dondolandola da un lato all'altro, con il pretesto di voler recuperare un pallone da calcio per Vorotnikov e Kasper, il figlio di Sokol.
Il 31 dicembre 2011, i Vojna appiccarono un incendio doloso a San Pietroburgo, durante il quale venne distrutta una camionetta della polizia. Plutser-Sarno, il portavoce dei Vojna, scrisse: "Capisci che questa non è arte, è un'azione che va oltre l'artistico, sarà il nostro falò delle vanità".

### Attività della fazione di Mosca dal 2009
Il 12 luglio 2010, Jurij Samodurov e Andrej Erofeev, curatori della mostra Forbidden Art 2006, vennero condannati nel tribunale di Taganskij, a Mosca, con l'accusa di "incitamento all'odio religioso". Il gruppo ortodosso conservatore Sinodo popolare aveva obiettato a mostre in cui erano presenti immagini di Topolino e Lenin nei panni di Gesù Cristo. In risposta a ciò, alcuni membri del gruppo artistico entrarono nell'edificio del tribunale con l'intenzione di liberare sul posto circa 3500 scarafaggi giganti del Madagascar. Non è chiaro fino a che punto abbiano avuto successo. Vi sono testimonianze attendibili del processo di raccolta degli scarafaggi, ma non è stata rilasciata alcuna prova fotografica dall'interno del tribunale. L'attivista Ekaterina Samucevič, che fu tra coloro che avevano pianificato di infiltrarsi nella corte con gli insetti, verrà in seguito processata nella stessa aula, prima di venire condannata al processo delle Pussy Riot.
A gennaio e febbraio 2011, i Vojna lanciarono un'altra serie di provocazioni in varie aree pubbliche di Mosca fra cui le stazioni della metropolitana. In questo happening alcune attiviste donne dei Vonia baciarono altre donne senza preavviso e consenso. Venne tenuto per protestare anticipatamente sulla nuova legge sulla polizia firmata dal presidente Medvedev, entrata in vigore il 1º marzo 2011.
Nell'agosto del 2011 venne formato il gruppo delle Pussy Riot, includente Nadežda Tolokonnikova e Ekaterina Samucevič, membri della fazione di Mosca dei Vojna.

### Conseguenze della divisione
Il 15 novembre 2010, Leonid Nikolaev e Oleg Vorotnikov vennero arrestati per aver rovesciato sette auto della polizia vuote. Le accuse ufficiali erano violazioni dell'articolo 213, paragrafo 1, articolo B del codice penale: teppismo provocato da odio od ostilità nei confronti di un gruppo sociale. Non fu concessa alcuna cauzione e il processo è venne fissato il 28 febbraio 2011. Quando venne salvato dal carcere alla fine di febbraio 2011, Vorotnikov non pagò la cauzione e fece perdere le sue tracce.
Il 31 marzo 2011, Vorotnikov venne nuovamente arrestato per aver aggredito un agente di polizia durante un raduno politico non autorizzato. Gli attivisti in linea con il gruppo Strategia-31 stavano protestando a favore della corretta applicazione dell'articolo 31 della costituzione russa, che garantisce il diritto all'assemblea pacifica. La manifestazione degenerò in scontri violenti quando gli attivisti lanciarono bottiglie contenenti la loro urina addosso agli agenti. Vorotnikov venne successivamente arrestato e rilasciato. Tuttavia, nel luglio 2011 venne emesso un mandato internazionale per il suo nuovo arresto.
Nikolaev, Vorotnikov e un terzo membro dei Vojna, Natal'ja Sokol, sostennero di essere stati attaccati da membri in borghese della polizia anti-estremismo a San Pietroburgo. I pestaggi seguirono durante una conferenza stampa in cui i Vojna parlarono delle condizioni della loro detenzione. Vissero come fuggiaschi nell'area di San Pietroburgo e tentarono di sfuggire alla polizia cambiando spesso posizione.
Il 7 aprile 2011 il gruppo ricevette il premio "Innovazione" nella categoria "Opera d'arte visiva", istituito dal Ministero della Cultura. Il premio venne assegnato per il fallo sul ponte della fonderia a San Pietroburgo, disegnato la notte del 15 giugno 2010. Quando il ponte si apriva, il pene lungo 65 metri si affacciava di fronte all'FSB di San Pietroburgo (ex quartier generale del KGB). Il premio fu di 400.000 rubli.
I partecipanti del collettivo artistico non parteciparono alla premiazione. Leonid Nikolaev e Oleg Vorotnikov motivarono la loro scelta dichiarando che il loro lavoro non richiedeva nessuna approvazione formale.
Il 1º luglio 2011, venne diffusa la notizia secondo cui i Vojna avrebbero donato i 400 000 rubli ottenuti con il premio Innovazione all'organizzazione per i diritti umani Agora per aiutare i prigionieri politici.
Fra la fine del 2012 e l'inizio del 2013, Vorotnikov, Sokol e i loro figli fuggirono in Italia in quanto pendeva su di loro di un mandato di cattura eccezionale dell'Interpol. Il 10 gennaio 2013 venne caricato su YouTube un video che mostra Vorotnikov intento a tenere una presunta conferenza a Sale, una galleria d'arte indipendente con sede in un magazzino di sale dismesso a Venezia.
Il 24 settembre 2015, il prominente membro Leonid Nikolaev morì dopo una caduta mentre potava degli alberi.
Nel settembre 2016, Oleg Vorotnikov dichiarò (mentre lui e sua moglie Natal'ja Sokol stavano richiedendo asilo in Repubblica Ceca) che era diventato un sostenitore del presidente Vladimir Putin, delle sue politiche e del suo entourage. Ha affermato di avere cambiato idea dopo aver concluso che i leader delle manifestazioni anti-Putin del 2011-13 "non dovrebbero essere ammessi da nessuna parte vicino alla politica".